# Museo Central de las Fuerzas Armadas
El Museo Central de las Fuerzas Armadas (en ruso: Центральный Музей Вооруженных сил), también conocido como Museo del Ejército Soviético, se encuentra en el norte de Moscú, próximo al Teatro del Ejército Ruso.

## Historia
La primera exposición que mostraba la condición militar de la República Soviética y el Ejército Rojo se organizó en Moscú en el hoy edificio del GUM, y fue inaugurada por Lenin el 25 de mayo de 1919, después de un desfile en la Plaza Roja.
El 23 de diciembre de 1919 se emitió una orden sobre la formación de una exposición de museo "La vida del Ejército Rojo y la Flota" en el mismo lugar, cuyo propósito era informar al público sobre los logros de la Rusia soviética después de la Revolución de Octubre en la educación militar, cultura y disciplina política en el Ejército Rojo y la Armada.
En 1920 se organizó y se dedicó otra exposición al II Congreso[cita requerida] de la Internacional Comunista en Moscú sobre la vida y los hechos de la República Soviética y sus jóvenes fuerzas armadas que defienden las conquistas del proletariado. Más de 150 000 personas visitaron la exposición. En 1921 la exposición se transformó en el Museo del Ejército Rojo y la Flota, y se trasladó a Vozdvízhenka 6 en 1922, a un edificio (demolido en la década de 1930), frente a la actual Biblioteca del Estado Ruso.
El evento más grande en los primeros años del museo fue la exposición del quinto aniversario de la creación del Ejército Rojo de Obreros y Campesinos entre el 23 de febrero y el 1 de noviembre de 1923, que fue visitado por 500 grupos y 70 000 individuos.
En 1924, después de la apertura de museos similares en todo el país, pasó a llamarse el Museo Central del Ejército Rojo y la Flota. Se movió al ala izquierda de la Casa Central del Ejército Rojo en la calle Yekaterínskaya (ahora Suvórova), en 1928. En 1951, el museo volvió a llamarse Museo Central del Ejército Soviético y en 1965 se trasladó a su ubicación actual en un nuevo edificio especial diseñado por los arquitectos Nikolái Gaigárov y Borís Barjin.
Se renombró una vez más al Museo Central de las Fuerzas Armadas de la URSS en 1993.

## Exposiciones

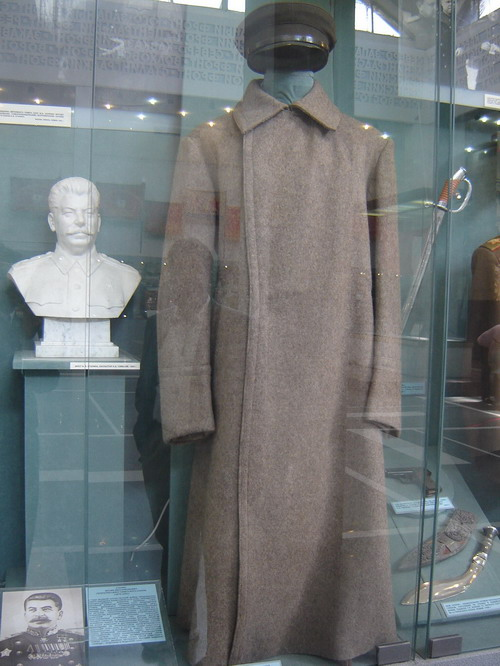
Un sombrero y un abrigo usados por Iósif Stalin.

A lo largo de su historia, el museo ha logrado acumular las reliquias militares más prominentes e importantes del período soviético, creando un registro de su pasado militar. En total, el museo alberga más de setecientas mil muestras individuales. Las más valiosas se exponen en las 25 salas del edificio principal.
El período de la guerra civil rusa incluye una fotocopia del decreto original que describe la creación del Ejército Rojo que incluye las correcciones de Lenin; una pancarta del 195º regimiento de infantería en el que Lenin fue reclutado oficialmente; armas, documentos, premios y objetos personales de famosos hombres del Ejército Rojo como Mijaíl Frunze, Grigori Kotovski, Vasili Ivánovich Chapáyev y Vasili Blücher, entre otros, ayudan a recrear la atmósfera posrevolucionaria.
La exhibición más preciada es la dedicada a la Gran Guerra Patria, que incluye el Estandarte de la Victoria, así como todos los estandartes frontales y nazis capturados que se usaron durante el Desfile de la Victoria en 1945. La Gran Guerra Patria difiere de la Segunda Guerra Mundial en que comenzó el 22 de junio de 1941 con la invasión alemana de la Unión Soviética. La Segunda Guerra Mundial (en Europa), comenzó el 1 de septiembre de 1939 con el ataque de la Alemania hitleriana.
Parte de la sección de la Gran Guerra Patria está dedicada a los aliados de la Unión Soviética en el frente occidental. Hay ejemplos de carteles de propaganda soviética que representan a Alemania aplastada entre los dos frentes y mapas del avance aliado desde Normandía a Alemania. Se muestran armas pequeñas y uniformes británicos y estadounidenses. Un diorama de tamaño natural incluye un Jeep que tira de un cañón de campaña frente a una fotografía de la Playa de Omaha del tamaño de una pared. La fotografía de la playa es como se muestra en la película El día más largo (1962), no la de la playa en junio de 1944. Entre la colección hay artículos que una vez pertenecieron a Adolf Hitler y otros oficiales nazis.
Las últimas salas muestran los desarrollos modernos y de posguerra del Ejército y la Armada soviéticos, la sección de la Guerra Fría contiene restos del avión espía U-2 pilotado por Gary Powers y la participación de las fuerzas soviéticas en conflictos de la Guerra Fría. Una exhibición especial está dedicada a la participación soviética en Afganistán y las recientes operaciones de combate en Chechenia.
Fuera del museo, hay una amplia colección de equipos y tecnología militar, que incluye armaduras, artillería, vagones de ferrocarril, aviones y misiles.

## Galería

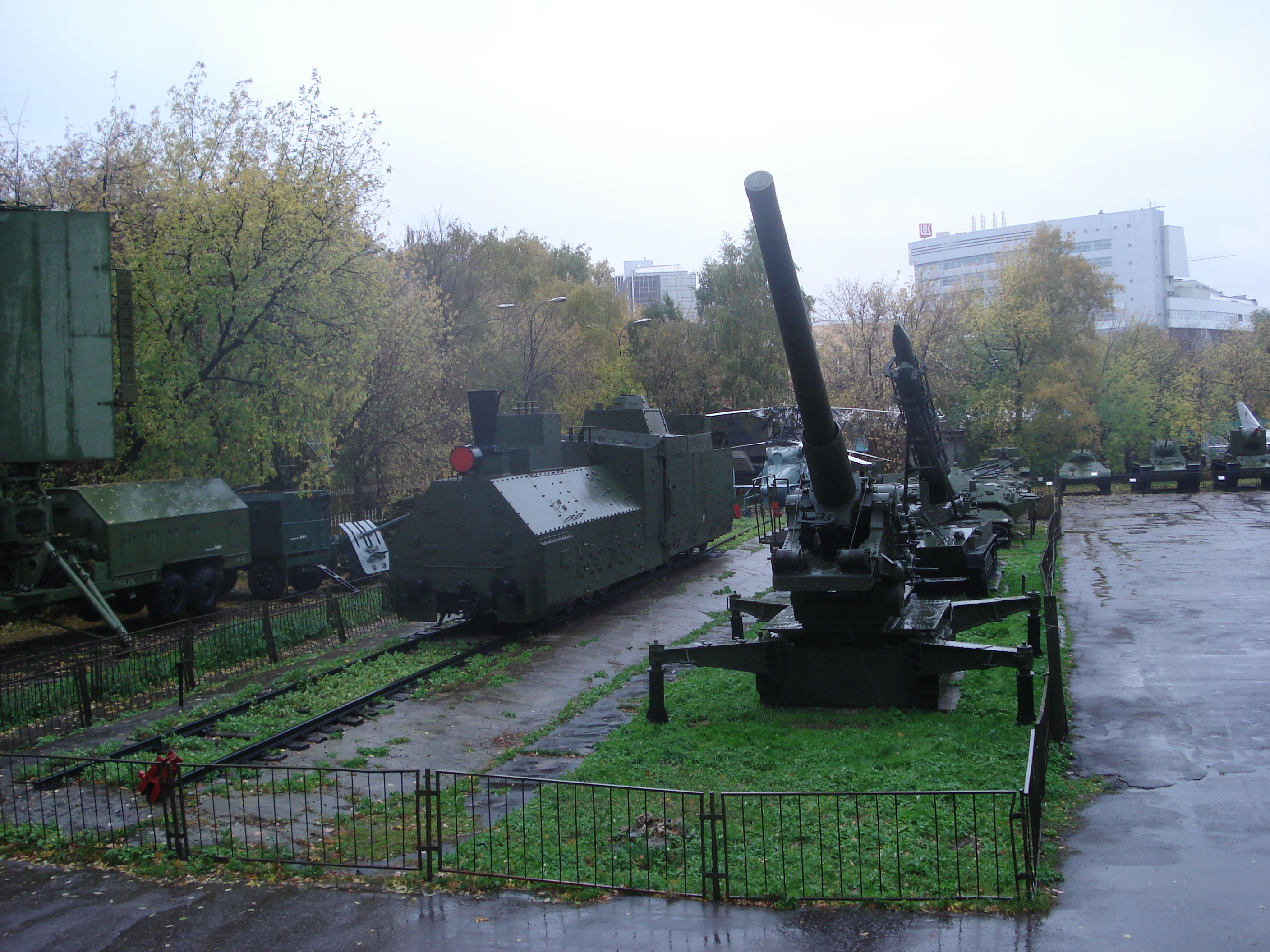
Exposiciones externas que incluyen una 0-8-0 Locomotora blindada Ov 5067